# Kinshasa Symphony
Pour plus de détails, voir Fiche technique et Distribution.
Kinshasa Symphony  est un film documentaire allemand réalisé en 2010 par Claus Wischmann (de) et Martin Baer.

## Synopsis
Avec 10 millions d’habitants, Kinshasa, capitale de la République démocratique du Congo, est la troisième plus grande ville d’Afrique. Le film montre comment des personnes y résidant ont réussi à construire un des systèmes les plus complexes existant dans le domaine de la coopération humaine : un orchestre symphonique – l'Orchestre symphonique kimbanguiste, jouant Haendel, Verdi, Beethoven. Kinshasa Symphony montre Kinshasa dans toute sa diversité, son rythme, ses couleurs, sa vitalité et son énergie. C’est un film sur le Congo, sur les habitants de Kinshasa et sur la musique.

## Fiche technique
- Réalisation : Claus Wischmann et Martin Baer
- Production : Sounding Images GmbH, Westdeutscher Rundfunk, Rundfunk Berlin-Brandenburg
- Scénario : Claus Wischmann
- Image : Martin Baer et Michael Dreyer
- Montage : Peter Klum
- Son : Pascal Capitolin, Jan Schmiedt, Karsten Hoeffer
- Musique : Jan Tilman Schade

## Récompenses
- New York City 2010
- 2010 : VIFF pour un film de non-fiction au Festival international du film de Vancouver
- Rhode Island 2010